# شرح مشكل الآثار
يعد كتاب شرح مشكل الآثار للإمام الطحاوي كتابًا مفيدًا في أحاديث الأحكام وأدلة المسائل الخلافية، صنفه صاحبه مرتبًا على الكتب والأبواب الفقهية، وذكر فيه الآثار المأثورة عن رسول الله ﷺ في الأحكام التي يتوهم أن بعضها ينقض بعضًا، وبين ناسخها من منسوخها، ومقيدها من مطلقها، وما يجب به العمل وما لا يجب، مع سوق الآثار التي يتمسك بها أهل الخلاف، وبيان سندها ومتنها، وأقوال الصحابة والأئمة والعلماء فيها. وقد شرح الكتاب بدر الدين محمود بن محمد العيني (855هـ)، واعتنى بأسماء رجاله زين الدين المعروف بابن الهمام (661هـ) كما شرحه أبو الحسين محمد الباهلي (321هـ).

## نبذة عن المؤلف
محدث الديار المصرية وفقيهها أبو جعفر أحمد بن محمد بن سلامة بن سلمة بن عبد الملك، الأزدي الحجري المصري الطحاوي الحنفي، ولد في سنة تسع وثلاثين ومائتين (239هـ) بـ قرية (طحا) بصعيد مصر. ونشأ في أسرة علم فأبوه محمد كان أحد العلماء المحدّثين الذين روي عنهم الطحاوي، وأمه أخت الإمام المزني صاحب الشافعي، وقد كان للمزني أثر كبير عليه، حيث تفقه علي يده وعنه أخذ المذهب الشافعي، ثم تحول إلى مذهب الحنفية. ارتحل إلى الشام في سنة ثمان وستين ومائتين (268هـ)، فلقي القاضي أبا خازم  قاضي دمشق وأخذ عنه الفقه، واتصل بأحمد بن طولون، فكان من خاصته، ورجع إلى مصر في سنة تسع وستين، وإليه انتهت رياسة أصحاب أبي حنيفة بمصر، وبرز في علم الحديث وفي الفقه وجمع وصنف المصنفات الحسان، ومنها:
«شرح معاني الآثار»، و«بيان السنّة»، و«المحاضر والسجلات»، و«شرح مشكل الآثار»، و«أحكام القرآن»، و«المختصر» في الفقه، و«اختلاف الفقهاء»، و«العقيدة» المشهورة.
توفي الإمام الطحاوي سنة إحدى وعشرين وثلثمائة (321هـ)، ليلة الخميس مستهل ذي القعدة بمصر، ودفن بالقرافة، وقبره مشهور بها.

## الهدف من الكتاب
يُعدّ كتاب الإمام الطحاوي في بيان المشكل من أعظم كتبه التي صنفها للانتصار للسنة وللردّ على الذين يطعنون في السنة.
"رأى الإمام الطحاوي أن بعض نصوص الشرع بينها تعارض ظاهري بحيث إنها تبدو عند المقارنة بينها متناقضة، ولكن مرد هذا التناقض قد يكون لأن بعضها ينسخ بعضًا أو يخصصه أو يقيد مطلقه أو يكون أحد النصين المتعارضين ثابتا والآخر ليس كذلك...
فكانت همة المؤلف ترتكز على دفع هذا التعارض المتوهم، فبين ذلك بكافة الأساليب، ولكي ييسِّر على المنتفع بالكتاب الوصول إلى بغيته، فقد رتب الكتاب على الأبواب، والتي بلغت (1002) وبدأ ذلك بـ: "باب ما قد روي عن رسول الله ﷺ في أشد الناس عذابًا يوم القيامة".
وختم الكتاب بـ: «بيان مشكل ما روي عن رسول الله في نهيه عن الإقعاء في الصلاة ما هو؟!».
ولم يخصّه بنوع معيّن من الأحاديث، بل أودعه من الأحاديث التي رآها مشكلة خفيّة المعنى، سواء أكانت تلك الأحاديث في العقيدة، أو التفسير، أو الفقه، أو اللغة، أو الفضائل.

## منهج الكتاب
(كان منهج الطحاوي فريدًا من نوعه في طرائق دفع الإشكال عن الحديث، فهو يلجأ إلى وضع كل حديثين ظاهرهما التعارض في موضوع واحد إلى جوار البعض في باب واحد، ليتبعها بمرويات أخرى في الباب بما صح عنده من أسانيد، ثم يجري دراسة مقارنة بينها جميعًا، بما يشبه بالتفسير الموضوعي أو بمنهج التجميع أو التنقيح عند الأصوليين ليستخلص من المقارنة في نهاية المطاف ما يؤدي إلى اجتهاده من معانِ، ومن طرق لإزالة الإشكال، أو تعارض ظاهري بين الأحاديث، وهو يتعرض في ذلك لسائر أنواع المشكل بأسبابها المختلفة، ولكن أغلب الإشكالات عنده بسبب التعارض الظاهري، لذلك فإن كتابه أقرب إلى مصنفات اختلاقي الحديث من هذا الوجه، ويدفع الطحاوي الإشكال باتباع أساليب مختلفة، فهو تارة يعمد إلى التوفيق بين الحديثين وذلك بالشرح وتوجيه المعنى وهو الأكثر، ونارة يرفع الإشكال ببيان النسخ، وأحيانا لا يجد مناصا لرفع الإشكال إلا بتضعيف أحد الحديثين ورده، وهكذا.
وبهذا المنهج استطاع الأمام الطحاوي أن يجمع بين شرح المعنى وبيان الأحكام في الحديث النبوي، وإزالة الإشكال عنه في وقت واحد.
وهذا المنهج نفسه اتبعه الطحاوي في كتابه الآخر وهو شرح معاني الآثار، مع الاختلاف في موضوع الكتابين، فهذا الأخير موضوعه شرح الأحكام الفقهية الواردة في السنة: عبادات -معاملات، مع الترجيح بينها في النهاية على مذهب الإمام أبي حنيفة في الغالب، فمنهج أبي جعفر الطحاوي في كتابيه أشبه بمنهج أبي جعفر الآخر وهو ابن جرير الطبري، في كتابه تهذيب الآثار، ولعل الأول اقتبس المنهج من الأخير.

## مقدمة الكتاب
أما بعد، فإن الله جَلَّ وَعَزَّ بعث نبيه محمدًا ﷺ خاتما لأنبيائه الذين كَانَ بعثهم قبله صلوات الله عليه وعليهم وسلامه ورحمته وبركاته، وأنزل عليه كتابا خاتما لكتبه التي كَانَ أنزلها قبله، ومهيمنا عليها، ومصدقا لها، وأمر فِيهِ من آمن به بترك رفع أصواتهم فوق صوته، وترك التقدم بين يدي أمره، وأعلمهم أنه قد تولاه فيما ينطق بقوله عَزَّ وَجَلَّ: ﴿وَمَا يَنْطِقُ عَنِ الْهَوَى ۝٣ إِنْ هُوَ إِلَّا وَحْيٌ يُوحَى ۝٤﴾ [النجم:3–4].
وأمرهم بالأخذ بما آتاهم به، والانتهاء عما نهاهم عنه بقوله عَزَّ وَجَلَّ: ﴿وَمَا آتَاكُمُ الرَّسُولُ فَخُذُوهُ وَمَا نَهَاكُمْ عَنْهُ فَانْتَهُوا﴾ [الحشر:7].
ونهاهم أن يكونوا معه كبعضهم مع بعض بقوله تعالى: ﴿وَلَا تَجْهَرُوا لَهُ بِالْقَوْلِ كَجَهْرِ بَعْضِكُمْ لِبَعْضٍ﴾ [الحجرات:2].
وحذرهم فِي فعلهم ذلك إن فعلوه حبوط أعمالهم وهم لا يشعرون، وحذر مع ذلك من خالف أمره بقوله عَزَّ وَجَلَّ: ﴿فَلْيَحْذَرِ الَّذِينَ يُخَالِفُونَ عَنْ أَمْرِهِ أَنْ تُصِيبَهُمْ فِتْنَةٌ أَوْ يُصِيبَهُمْ عَذَابٌ أَلِيمٌ﴾ [النور:63].
قال أبو جعفر: وإني نظرت فِي الآثار المروية عنه ﷺ بالأسانيد المقبولة التي نقلها ذوو التثبت فِيها، والأمانة عليها، وحسن الأداء لها، فوجدت فِيها أشياء مما يسقط معرفتها والعلم بما فِيها عن أكثر الناس، فمال قلبي إلى تأملها، وتبيان ما قدرت عليه من مشكلها، ومن استخراج الأحكام التي فِيها، ومن نفي الإحالات عنها، وأن أجعل ذلك أبوابا، أذكر فِي كل باب منها ما يهب الله عَزَّ وَجَلَّ لي من ذلك منها، حتى آتي فيما قدرت عليه منها كذلك، ملتمسا ثواب الله عَزَّ وَجَلَّ عليه، والله أسأله التوفيق لذلك، والمعونة عليه، فإنه جواد كريم، وهو حسبي، ونعم الوكيل.

## مختصرات الكتاب
- مختصر مشكل الآثار.
قيل أنَّ مؤلف الكتاب: أبو الوليد الباجي (ت:474هـ)، (والصحيح أن الذي حققه هو الإمام ابن رشد الجد (ت:520هـ) وليس الباجي كما هو مشهور).[14][15]
- المعتصر من المختصر من مشكل الآثار.
مؤلف الكتاب: يوسف بن موسى الحنفي (ت:803هـ)

## الفرق بين كتاب شرح معاني الآثار وكتاب شرح مشكل الآثار
الفرق بينهما أن (مشكل الآثار) في الأحاديث التي فيها إشكال في معانيها مع المعارضة لغيرها، أو مع عدم المعارضة، ويسميه بعضهم «مختلف الحديث»، وفيه مؤلفات مختصرة ومتوسطة مثل: «اختلاف الحديث» للإمام الشافعي، مع خلاف بينهم في كونه كتابًا مفردًا أو من الكتب التي تضمنها «كتاب الأم»، كذلك «مختلف الحديث» لابن قتيبة، و (مشكل الآثار) للطحاوي هذا مطوَّل.
أما (شرح معاني الآثار) فهو كتاب معروف من كتب السنة، يجمع فيه الأحاديث، ويعلق عليها الطحاوي بما يخدم مذهبه الحنفي، والله أعلم.

## مصارد خارجية
- المكتبة الشاملة الحديثة - كتاب (شرح مشكل الآثار)
- المكتبة الوقفية - كتاب (المعتصر من المختصر من مشكل الآثار)